# جوزف مانکیور مارچ
جوزف مانکیور مارچ (انگلیسی: Joseph Moncure March؛ ‏ ۲۷ ژوئیهٔ ۱۸۹۹ – ۱۴ فوریهٔ ۱۹۷۷) فیلم‌نامه‌نویس، نویسنده و شاعر اهل ایالات متحده آمریکا بود. وی بین سال‌های ۱۹۲۱ تا ۱۹۶۴ میلادی فعالیت می‌کرد و بابت دو شعر روایی بلند خود شناخته می‌شود.
او در سال ۱۹۲۰ از کالج آمهرست فارغ‌التحصیل شد و در آنجا از شاگردان رابرت فراست بود. او در سال ۱۹۲۵ سرویراستار نیویورکر شد. عموی او ارتشبد پیتون سی. مارچ فرمانده ستاد مشترک ارتش ایالات متحده آمریکا در جنگ جهانی اول بود.
از فیلم‌هایی که وی در آن‌ها نقش داشته‌است، می‌توان به مهمانی وحشی، صحنه‌سازی و فرشته‌های جهنم اشاره نمود.